# Llàtzer el Pintor
Llàtzer Zografos o el Pintor (grec antic: Λάζαρος Ζωγράφος) (Constantinoble, començament del segle ix - entre Constantinoble i Roma, 867) fou un monjo i pintor de Constantinoble venerat com a sant per diverses confessions cristianes.
Probablement era khàzar i s'instal·là a Constantinoble. Jove, va fer vots religiosos i entrà com a monjo basilià en un monestir de la capital, on va dur una vida de pregària i penitència. Fou prevere i destacà com a pintor. S'oposà al partit iconoclasta durant el regnat de Teòfil (829-842); defensava l'ús de les imatges i en restaurà algunes que els iconoclastes havien fet malbé, per la qual cosa fou arrestat i torturat. Segons la tradició, l'emperador va fer cremar les mans del pintor, amb planxes de ferro roent.
L'emperadriu Teodora, veient-lo mig mort, se n'apiadà i feu que Teòfil l'alliberés; Llàtzer es refugià al temple del Precursor i, malgrat tenir les mans ferides, hi pintà la imatge del sant titular, Joan Baptista, que aviat tingué fama d'icona miraculosa. També va fer un mosaic amb la imatge de Crist, que fou posat a la porta de Halke del Palau Imperial. L'emperadriu li demanà que pregués a Déu pel perdó del seu marit.
Quan els iconoclastes perderen el poder, Llàtzer fou alliberat i fou nomenat ambaixador de l'Imperi Romà d'Orient a Roma, davant el papa Benet III. De camí cap a Roma, Llàtzer morí en 867 de causes naturals. La seva despulla fou portada a Constantinoble, a l'església de Sant Evandre. L'Església Ortodoxa el celebra el 17 de novembre; la Catòlica, el 23 de febrer.